# David Kajdan
David Kajdan (em hebraico:  דוד קשדן; Moscou, 20 de junho de 1946), nascido Dmitri Alexandrovich Kajdan (em russo:  Дми́трий Александро́вич Каждан), é um matemático soviético e israelense. É conhecido por seu trabalho em teoria da representação. Recebeu o Prêmio Shaw de matemática de 2020.
Para o Congresso Internacional de Matemáticos de 2022 em São Petersburgo está listado como palestrante plenário.